# مانويل كوينتاس دي ألميدا
الملازم مانويل كوينتاس دي ألميدا (1957/1956–26 ديسمبر 2006) هو ضابط عسكري من ساو تومي وبرنسيب،شغل منصب رئيس الدولة بصفة مؤقتة في 15 أغسطس 1995،حيث انقلب على ميغيل تروفوادا،واستمر في المنصب حتى تم استبداله بميغيل تروفوادا.